# Cerro Azul (Équateur)
Pour les articles homonymes, voir Cerro Azul.
Le cerro Azul est un volcan d'Équateur situé aux îles Galápagos, sur l'île Isabela. Il s'agit d'un volcan bouclier dont la dernière éruption remonte à 2008.